# Limnoria reniculus
Limnoria reniculus is een pissebed uit de familie Limnoriidae. De wetenschappelijke naam van de soort is voor het eerst geldig gepubliceerd in 1989 door Schotte.